# 小副沙鳅
小副沙鳅（学名：Parabotia parva）为輻鰭魚綱鯉形目沙鳅科副沙鳅属的鱼类，為亞熱帶淡水魚，是中国的特有物种。分布于广西南流江水系等，生活習性不明。该物种的模式产地在广西博白。

## 扩展阅读
維基物種上的相關：小副沙鳅